# SlideShare
SlideShare ist ein Filehosting-Dienst zum Tauschen und Archivieren von Präsentationen, Dokumenten, PDFs, Videos und Webinaren. Seit 2020 wird das Angebot von Scribd betrieben.
Benutzer können Präsentationen in den Formaten PowerPoint, PDF und OpenOffice hochladen. Die hochgeladenen Dokumente können entweder als öffentlich zugänglich oder als privat markiert werden. Zu bekannten institutionellen Nutzern gehören u. a. The White House, NASA, World Economic Forum, State of Utah, O’Reilly Media, Hewlett-Packard sowie IBM. 

## Geschichte
SlideShare ging am 4. Oktober 2006 online. Die Seite erreicht 58 Millionen Besucher pro Monat und hat ca. 16 Millionen angemeldete Nutzer. SlideShare war unter den World’s Top 10 tools for education & e-learning im Jahr 2010. Zu den Investoren von 3 Millionen USD im Jahr 2008 gehörten Venrock, David Siminoff und Dev Khare. Die CEO und Mitgründerin von SlideShare, Rashmi Sinha, wurde 2008 unter die „World's Top 10 Women Influencers in Web 2.0“ von Fast Company gekürt.
Am 3. Mai 2012 wurde SlideShare von LinkedIn für geschätzte 118,75 Millionen US-Dollar übernommen.
Am 11. August 2020 wurde SlideShare von Scribd übernommen.